# Eric Pohlmann
Pour l’article homonyme, voir Manfred Pohlmann.
Eric Pohlmann est un acteur autrichien, né le 18 juillet 1913 à Vienne (Autriche-Hongrie) et mort le 25 juillet 1979 à Bad Reichenhall (Allemagne).

## Filmographie

### Cinéma
- 1948 : Le Mystère du camp 27 (Portrait from Life) de Terence Fisher : leader du groupe de recherche
- 1949 : Traveller's Joy : Gustafsen
- 1949 : Le Troisième Homme (The Third Man) : le serveur chez Smolka's
- 1949 : Children of Chance de Luigi Zampa : Sergent
- 1950 : Chance of a Lifetime : Xenobian
- 1950 : La Route du Caire (Cairo Road) : le capitaine du bateau
- 1950 : Secret d'État (State Secret) : le conducteur du tramway
- 1950 : Blackout : Otto Ford
- 1950 : The Clouded Yellow : Taxidermiste
- 1950 : Mission dangereuse (Highly Dangerous) de Roy Ward Baker : Joe, le barman
- 1951 : The Long Dark Hall : M.. Polaris (le témoin mystère)
- 1951 : There Is Another Sun : Markie, le propriétaire du club
- 1951 : Hell Is Sold Out : Louis, le propriétaire
- 1952 : His Excellency : Dobrieda
- 1952 : The Woman's Angle : Steffano
- 1952 : Emergency Call : Flash Harry
- 1952 : Fromage à gogo (Penny Princess) : Monsieur Paul
- 1952 : Enquête à Venise (Venetian Bird) : Gostini
- 1952 : Roméo et Jeannette (Monsoon) : Molac
- 1952 : Moulin Rouge : Picard
- 1952 : The Gambler and the Lady : Arturo Colonna
- 1952 : L'Homme qui regardait passer les trains (The man who watched the trains go by) : Goin
- 1953 : L'Opéra des gueux (The Beggar's Opera) : l'aubergiste
- 1953 : Mogambo : Leon Boltchak
- 1953 : Blood Orange : M.. Mercedes
- 1953 : 36 Hours (en) de Montgomery Tully : Slossen, le contrebandier
- 1953 : Échec au roi (Rob Roy, the Highland Rogue) de Harold French : George Ier
- 1954 : Commando à Rhodes (They Who Dare) de Lewis Milestone : Capitaine Papadapoulos
- 1954 : La Flamme et la Chair (Flame and the Flesh) : le propriétaire de la marina
- 1954 : Le Cargo de la drogue (Forbidden Cargo) : Steven Lasovich
- 1954 : Monsieur Ripois (Monsieur Ripois) : le propriétaire de la pension
- 1954 : Les Belles de St-Trinian (The Belles of St. Trinian's) : Sultan
- 1955 : Hold-up en plein ciel (A Prize of Gold) : Fischer
- 1955 : Rapt à Hambourg (Break in the Circle) : Emile
- 1955 : The Glass Cage : Sapolio
- 1955 : Un mari presque fidèle (The Constant Husband) : Papa Sopranelli
- 1955 : Les hommes épousent les brunes (Gentlemen Marry Brunettes) de Richard Sale : M. Ballard
- 1955 : Les Aventures de Quentin Durward (Quentin Durward) : Gluckmeister
- 1956 : The Gelignite Gang : M.. Popoulos
- 1956 : Vainqueur du ciel (Reach for the Sky) : Adjudant au camp de prisonniers
- 1956 : La Vie passionnée de Vincent van Gogh (Lust for Life) : Colbert
- 1956 : La Maison des secrets (House of Secrets) : Gratz
- 1956 : High Terrace (en), d'Henry Cass : Otto Kellner
- 1956 : Zarak le valeureux (Zarak) : le vendeur de tabac
- 1956 : Anastasia : Von Drivnitz
- 1957 : The Counterfeit Plan : Frank Wandelman
- 1957 : Police internationale (Interpol) : Étienne Fayala
- 1957 : La Cousine d'Amérique (Let's Be Happy) : figuration
- 1957 : L'Enfer des tropiques (Fire Down Below) : le propriétaire de l'hôtel
- 1957 : Frontière dangereuse (Across the Bridge) : sergent de police
- 1957 : Not Wanted on Voyage : Pedro
- 1957 : Il était un petit navire (Barnacle Bill) : le consul de Liberamania
- 1958 : Three Crooked Men : Masters
- 1958 : Sous la terreur (A Tale of Two Cities) : Sawyer
- 1958 : L'Affaire Dreyfus (I Accuse!) : Bertillon
- 1958 : The Duke Wore Jeans : Bastini, le premier ministre
- 1958 : Signes particuliers : néant (The Man Inside) : Tristao
- 1958 : Rencontre au Kenya (Nor the Moon by Night) : Boryslawski
- 1958 : Further Up the Creek : Président
- 1958 : Mark of the Phoenix : Duser
- 1959 : Alive and Kicking : Capitaine
- 1959 : John Paul Jones : George III
- 1959 : La Maison des sept faucons (The House of the Seven Hawks) : Capitaine Rohner
- 1959 : Entrée de service (Upstairs and Downstairs) : Mario
- 1959 : Expresso Bongo : Leon
- 1960 : No Kidding : King
- 1960 : Man Who Couldn't Walk : le consul
- 1960 : Snowball : le rédacteur en chef
- 1960 : Life Is a Circus : Rickenbeck
- 1960 : Sands of the Desert : Scrobin
- 1960 : Un cadeau pour le patron (Surprise Package) de Stanley Donen : Chef de Police Stefan Miralis
- 1961 : Le Cavalier noir (The Singer Not the Song) : Président
- 1961 : Visa pour Canton (Passport to China) de Michael Carreras : Ivono Kong
- 1961 : Carry on Regardless : l'homme sinistre
- 1961 : The Kitchen : M.. Marango
- 1962 : L'Orchidée rouge (Das Rätsel der roten Orchidee) : Kerkie Minelli
- 1962 : Village of Daughters : Marcio (un père)
- 1962 : Mrs. Gibbons' Boys : Morelli
- 1962 : The Devil's Agent : Bloch
- 1963 : The Sicilians : Inspecteur Bressin
- 1963 : En suivant mon cœur ! (Follow the Boys) de Richard Thorpe : un fermier italien
- 1963 : Les 55 Jours de Pékin (55 Days at Peking) : Baron von Meck
- 1963 : Les Bijoux du Pharaon (Cairo) : Nicodemos
- 1963 : Shadow of Fear : Spiroulos
- 1963 : Bons Baisers de Russie (From Russia with Love) : Ernst Stavro Blofeld (voix)
- 1964 : X3, agent secret (Hot Enough for June) : Galushka
- 1964 : Agent Secret 0.0.0.H! contre Dr. Crow (Carry on Spying) : le gros homme
- 1964 : Night Train to Paris : Krogh
- 1965 : Joey Boy : Antonio (un fermier italien)
- 1965 : Passeport pour l'oubli (Where the Spies Are) : Farouk
- 1965 : Ces merveilleux fous volants dans leurs drôles de machines (Those Magnificent Men in Their Flying Machines or How I Flew from London to Paris in 25 hours 11 minutes) : le maire italien
- 1965 : Opération Tonnerre (Thunderball) : Ernst Stavro Blofeld (voix)
- 1967 : The Mini-Affair : World Banker
- 1967 : Les Salauds se portent bien (de) (Heißes Pflaster Köln) : Benno
- 1968 : Mit Eichenlaub und Feigenblatt : l'autre Général
- 1968 : L'Infaillible Inspecteur Clouseau (Inspector Clouseau) : Bergesch
- 1971 : Les Cavaliers (The Horsemen) : un marchand à Kandahar
- 1973 : Tiffany Jones (en) : Président Boris Jabal
- 1975 : Le Retour de la Panthère rose (The Return of the Pink Panther) : le gros homme
- 1976 : Duett zu dritt
- 1976 : Auch Mimosen wollen blühen : Iwan Federenko
- 1979 : Geschichten aus dem Wienerwald : Monsieur
- 1979 : Ashanti : Zeda El-Kabir
- 1980 : Maria - Nur die Nacht war ihr Zeuge

### Télévision
- 1963 : Le Saint : Thérésa (saison 2 épisode 4) : Casemegas
- 1964 : Le Saint : Révolution (saison 3 épisode 5) : Carlos Xavier